# Католицизм в Азербайджане

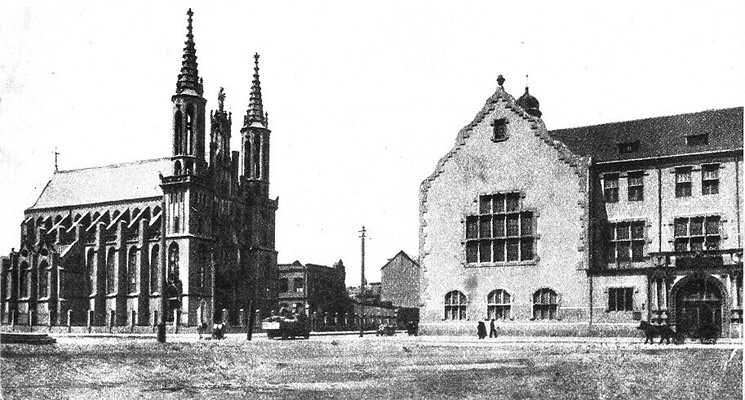
Католический храм Пресвятой Девы Марии в Баку (до разрушения)

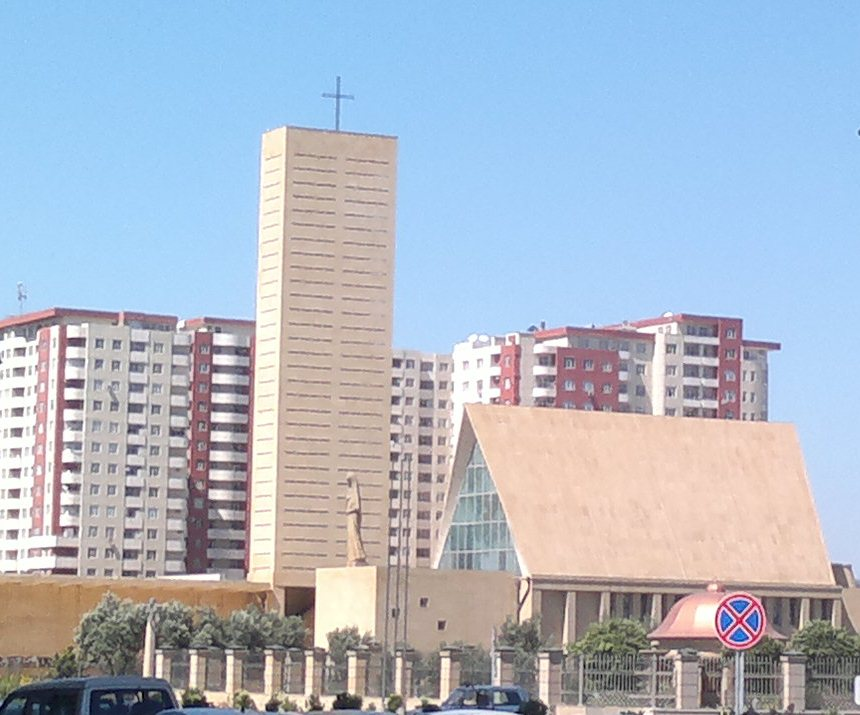
Современный храм Непорочного Зачатия Пресвятой Девы Марии в Баку

 Католицизм в Азербайджане  или  Католическая Церковь в Азербайджане  является частью всемирной Римско-Католической Церкви.

## История
История присутствия Римско-Католической Церкви на территории современного Азербайджана начинается с XIV века. С начала XIV века сюда стали прибывать миссионеры из монашеских орденов доминиканцев, кармелитов, августинцев и францисканцев. 1 апреля 1318 года Римский папа Иоанн XXII издал буллу «Redemptor noster», которой учредил армяно-католическую епархию в Нахичевани в составе митрополии Сольтание. В это же время усилиями монахов создавались католические миссии, образовательные учреждения и монастыри в Баку, Нахичевани, Гяндже. Особую роль в миссионерской деятельности Католической Церкви в то время сыграл французский король Людовик XIV, который обратился к персидскому шейху Султан-Хусейну с посланием поддерживать христиан, которые проживали в Персии. Римский папа Климент XI также неоднократно обращался к шейху с просьбой не притеснять христиан. Между Францией и Персией в 1708 и 1715 гг. были подписаны договора, в которых Персия брала под свою опеку католических миссионеров и разрешала им действовать на территории Персии. К концу XVIII века миссионерская деятельность монахов постепенно затухла и прекратила свою деятельность.
После присоединения Азербайджана к Российской империи, в Азербайджан стали прибывать христиане различных деноминаций. В XIX веке в Азербайджане были обнаружены нефтяные месторождения и сюда стали приезжать рабочие и инженеры из других Европейской части Российской империи, среди которых были и католики из Польши и Литвы. С 60-х годов XIX века в Баку существовала католическая община, которая в 1894 году построила часовню Непорочного зачатия Пресвятой Девы Марии.

### XX век
В 1909 году в Баку было начато строительство католического храма Пресвятой Девы Марии. В 1912 году строительство этого храма было завершено. Католическая община в Баку в начале XX века насчитывала около 2550 человек.
После Октябрьской революции и установления советской власти в Азербайджане начались притеснения Католической Церкви. В начале 30-х годов XX века были репрессированы католическое духовенство, служившее в Бакинском приходе и многочисленные верующие. В 1931 году католический храм в Баку был полностью разрушен.
С 1991 года, после обретения Азербайджаном независимости, в Баку предпринимались попытки местных католиков возродить католическую общину. В 1997 году в Баку прибыл первый католический священник, который стал заниматься возрождением католической общины. В ноябре 2000 года Святой Престол учредил в Азербайджане миссию sui iuris, которую возглавил монах из монашеского ордена салезианцев. Миссия sui iuris Баку была преобразована в 2011 году в апостольскую префектуру Азербайджана.

### XXI век
В настоящее время в Азербайджане действует апостольская префектура. В Баку находится единственная на территории Азербайджана католическая церковь Непорочного зачатия Пресвятой Девы Марии, прихожанами которой являются около 200 человек. Всего в Азербайджане проживает примерно около 2000 католиков.
Между Азербайджаном и Ватиканом установлены дипломатические отношения. 6 июля 2011 года после ратификации Ватиканом вступило в силу соглашение с правительством Азербайджана о государственной регистрации в стране католической общины. 29 мая 2016 года рукоположен в диаконы Бехбуд Мустафаев, первый в истории Католической церкви в Азербайджане священнослужитель — этнический азербайджанец. 7 мая 2017 года папа Франциск в соборе Святого Петра рукоположил диакона Бехбуда Мустафаева в священники.
8 декабря 2017 года Римский папа Франциск возвёл в епископа первого префекта Апостольской префектуры Азербайджана священника Владимира Фекете.

## Источник
- Католическая Энциклопедия, т. 1, изд. Францисканцев, М., 2002, ISBN 5-89208-037-4